# Турана
Хребетът Тура̀на (на руски: хребет Тура̀на) е среднопланински хребет в Далечния Изток, разположен в югоизточната част на Амурска област и югозападната част на Хабаровски край на Русия.
Простира се на протежение около 300 km от юг-югозапад на север-северозапад и служи за водел между водосборните басейни на реките Селемджа (ляв приток на Зея) на запад и Бурея (ляв приток на Амур) на изток. На север се свързва с хребета Езоп. На югозапад максималната му височина достига 1318 m, а на североизток – връх Среден Нанаки 1806 m (52°25′29″ с. ш. 132°52′54″ и. д. / 52.424722° с. ш. 132.881667° и. д.), разположен на територията на Амурска област. Изграден е от гранити и метаморфни скали. Билните му части са масивни, със заоблени върхове. Североизточната му част е силно разчленена от долините на реките. От него на запад водят началото си реки леви притоци на Селемджа – Биса с Иса, Улма, левият приток на Зея – Том с Алеун, Ташина и Горбил и десните притоци на Бурея – Туюн, Мелгин и др. Склоновете му до височина 700 – 900 m са обрасли с лиственична, на места смърчово-елова тайга, а нагоре следва пояса на кедровия клек. По южните му подножия и по долините на реките има участъци от широколистни гори. През централната му част на протежение от близо 300 km преминава участък от трасето на Байкало-Амурска жп магистрала.